# Жан Марсенак
Жан Марсенак (на френски: Jean Marcenac) е френски професор по философия, журналист, преводач, поет и писател на произведения социална драма, лирика, биография и документалистика.

## Биография и творчество
Жан Марсенак е роден на 16 ноември 1913 г. в Фижак, департамент Лот, Франция, в семейство на двама учители. Завършва средното си образование в родния си град. Следва философия в Литературния факултет на Университета на Тулуза. Там се запознава със сюрреализма и се сприятелява с Люсиен Бонафе (бъдещ психиатър), с когото стават водещи лидери на сюрреалистична група в Тулуза „Летящ трапец“, събрана около филмов клуб в началото на 30-те години на ХХ век.
Пише първите си стихотворения през 1932 г., които Андре Бретон публикува в списанието „Сюрреалистична интервенция“ в Брюксел. Първата му книга, стихосбирката „Устата на вълка“, е издадена през 1932 г. В Тулуза се включва във Федералния съюз на студентите, с което участва в студентска антифашистка демонстрация през 1934 г. За участието си е обвинен в нападение и е осъден на четири месеца затвор условно и глоба. Същата есен се присъединява към младите комунисти, с които участва в редица протести.
През 1936 г. той се жени за Андре Лабри. Продължава следването си по философия в Сорбоната. Там отново поддържа връзки с поетите сюрреалисти, но също и с комунистически интелектуалци като Жорж Полицер, Валентин Фелдман или Пиер Ерве. Присъединява се и към Френската комунистическа партия и участва в различни антифашистки форуми.
След обявяването на Втората световна война е мобилизиран и изпратен фронта на Рейн, където през юни 1940 г. на брега на Десубр е пленен, изпратен е в Германия и работи във ферма в Горна Бавария. През септември 1941 г. успява да избяга и се установява в Мюлуз, където се включва активно във Френската съпротива ръководена от Жан Лурка, като отговорник за организацията и пропагандата под псевдонима Валтер. Среща се с Елза Триоле и Луи Арагон, с които установява трайно приятелство. Повикан е от ръководството на Националния фронт в южната зона, и работи под ръководството на Националния комитет на учителите като публикува стихотворения под формата на трактат и в подземни вестници. Прави и преводи на поезията на Пабло Неруда.
Демобилизиран е в края на септември 1944 г. Първоначално работи в Лион, след което се посвещава на журналистиката във вестника на Националния фронт „Патриотът“, а същата година публикува и втората си стихосбирка „Небето на изстрела“. После се премества в Париж, където сътрудничи на French Letters до 1953 г., и продължава отново там след 1958 г.
През през 1955 г. е назначен за преподавател в лицея „Пол Елюар“ в Сен Дени. През 1959 г. и през 1965 г. е избран за общински съветник на града като участва в подготовката на изложбите на общинския музей за изкуство и история, като тези, посветени на гоблена на Жан Лурка и на Пол Елюар. През седемдесетте/осемдесетте години, заради сърдечно заболяване, е професор в Националния център за дистанционно обучение.
Жан Марсенак умира на 14 май 1984 г. Сент Фейре, департамент Крьоз.

## Произведения

### Поезия
- La Gueule du loup (1934)[4][2][3]
- Le Ciel des fusillés (1944)[1]
- Le Cavalier de coupe : Poèmes 1933-1943 (1945)
- La Marche de l'homme (1949)
- Les Petits métiers (1969)
- Le Livre des blessures (1971)
- Poèmes, 1932-1969 (1983)
- Les Ruines du soleil et autres poésies, 1971-1984 (1985)

### Документалистика
- La Beauté du diable racontée (1950) – с интервю с Рене Клер по проблема за Фауст[1][2]
- L'Exemple de Jean Lurçat (1952) – за гоблениста Жан Лурка
- Pablo Neruda (1953, 1973, 1976), монография за Пабло Неруда
- Paul Éluard (1955) – с Луи Паро, монография за Пол Елюар
- Je n'ai pas perdu mon temps (1982)